# Lago Calling
O lago Calling é um lago localizado no centro-norte de Alberta, Canadá. Tem uma área total de 134 km2 e está localizado uma grande curva do rio Athabasca, 60 km a norte da cidade de Athabasca na Estrada 813.
O chamado Parque Provincial do Lago Calling está localizado na margem sul deste lago, e o Jean Baptiste Gambler 183 das Primeiras Nações Índias, Reserva da Grande Nação Cree está estabelecida no povoado de Aldeia do Lago Calling na costa oriental.
As águas do lago são drenadas através do rio Calling para o rio Athabasca.